# Drosera elongata
Drosera elongata är en sileshårsväxtart som beskrevs av Arthur Wallis Exell och Laundon. Drosera elongata ingår i släktet sileshår, och familjen sileshårsväxter. IUCN kategoriserar arten globalt som otillräckligt studerad.
Artens utbredningsområde är Angola. Inga underarter finns listade i Catalogue of Life.